# شیخ ریا
شیخ ریا، عنوان داستانی منظوم در کتاب افسانه‌ها است، که توسط علی‌اکبر سعیدی سیرجانی به نظم کشیده شده‌است. گرچه اصل این داستان در سال ۱۳۴۰ خورشیدی و بنا به توصیهٔ دکتر مظفر بقائی کرمانی خطاب به سعیدی سیرجانی، توسط وی سروده شده و در مجله خواندنیها و همین‌طور دو نوبت (در سال‌های ۱۳۴۰ و ۱۳۴۱) در قالب کتاب افسانه‌ها چاپ و منتشر شده بود، امّا شهرت اصلی و جهانگیر آن، پس از تجدید چاپ آن، با برخی اصلاحات و اضافات اندک، بود که در سالهای بعد از انقلاب ایران (۱۳۵۷) و در خارج از ایران صورت گرفت. این شهرت بیشتر بواسطهٔ قدرت یافتن روحانیون در ایران و به خاطر تعریض‌ها و کنایات متعددی بود که در سرتاسر ابیات شیخ ریا، نسبت به حکومت روحانیون به کار برده شده بود.
در همین ارتباط بسیاری معتقدند که سرودن و انتشار منظومه شیخ ریا در کتاب افسانه‌ها، از عوامل بسیار مؤثر در خشم گرفتن حکومت اسلامی نسبت به سعیدی سیرجانی و قتل او توسط عوامل وزارت اطلاعات و سعید امامی، در قالب قتل‌های زنجیره‌ای بوده‌است.

## شکل‌گیری منظومه
سعیدی سیرجانی در مقدمات کتاب افسانه‌ها، چند بار تأکید نموده که نخستین بار داستان شیخ ریا را در دوران دانشجویی خویش در دانشگاه تهران، و از زبان استاد درس اخلاق خود، دکتر مظفر بقائی کرمانی شنیده بوده و این داستان را بنابه توصیهٔ همو، در سال ۱۳۴۰ خورشیدی به نظم کشیده‌است. از جمله در این ارتباط در فرازی از مقدمه افسانه‌ها آمده‌است:
«در جلسهٔ پایانی درس اخلاق، استاد (دکتر بقائی)، وقتِ کلاس را صرف بازگوئی قصه‌ای کرد که به روزگار جوانی در کتابی یا جزوه‌ای خوانده بود و به یادش نمانده بود که در چه کتابی و از چه نویسنده‌ای بوده‌است. قصّهٔ دلنشین عبرت آموزی بود. پس از پایان درس، استاد مرا نزد خود طلبید و فرمود تا به نظم این قصه پردازم؛ من [=سعیدی سیرجانی] با همهٔ ناتوانی طبع و نداشتن قریحهٔ شاعری، نتوانستم از دستور دکتر بقائی سر بپیچم. نتیجه اش همین است که می‌بینید.»
با اینکه این افسانه دو نوبت در سالهای ۱۳۴۰ و ۱۳۴۱ خورشیدی در قالب کتاب افسانه‌ها، و چند نوبت هم در نشریاتی همچون خواندنیها (شماره مخصوص نوروز ۱۳۴۱) به چاپ رسیده و مورد استقبال قرار گرفته بود، اما دستگاه سانسور آریامهری از تجدید چاپ آن جلوگیری به عمل آورد. تا اینکه در سالهای پس از انقلاب و در جریان تجدید چاپ کتاب افسانه‌ها که دور از دسترس مأموران سانسور حکومت اسلامی و در خارج از ایران انجام پذیرفت، اصلاحات و اضافات مختصری نیز در ابیات شیخ ریا صورت گرفت و این منظومه دوباره در دسترس مردم قرار گرفت و به میزان گسترده‌ای در خارج و سپس داخل ایران تکثیر گردید.[در ارتباط با تاریخچهٔ شکل‌گیری این منظومه همچنین رجوع کنید به صفحه افسانه‌ها در همین ویکی]

## مضمون منظومه
این افسانه، داستان چوپان گمنام و بینوایی را روایت می‌کند که در خارج از شهر و در کوهستانی دورافتاده سکونت دارد و تنها هنر او، نواختن نی به طرزی ماهرانه و جانسوز است. این چوپان بر حسب اتفاق در مسیر وزیر مکار و حیله گر پادشاه قرار می‌گیرد و وزیر بدلایلی تصمیم به برکشیدن و مطرح ساختن چوپان را می‌گیرد و به وی وعدهٔ وصال دختر بسیار زیبای پادشاه را می‌دهد.
دیری نمی‌پاید که وزیر حیله گر، چوپان بینوا را به هیئت یک روحانی پرهیزگار و با جذبه در می‌آورد و به مدد تبلیغ و تلقین و بازی با احساسات پاک مذهبی مردم، آنان را سرتابه پا شیفتهٔ این روحانی (شیخ) می‌سازد و.....